# Charles Marsham (2e comte de Romney)
Charles Marsham, 2e comte de Romney (22 novembre 1777 – 29 mars 1845), titré vicomte Marsham entre 1801 et 1811, est un pair et un homme politique britannique.

## Biographie
Il est le fils de Charles Marsham (1er comte de Romney), et de Frances, fille de Charles Wyndham (2e comte d'Egremont).
Il est député de Hythe de 1798 à 1802 et de 1806 à 1807 et de Downton de 1803 à 1806. En 1811, il succède à son père au comté et entre à la Chambre des lords.

## Mariages et enfants
Lord Romney se marie deux fois. Le 9 septembre 1806, il épouse Sophia Pitt, fille de William Morton Pitt. Ils ont un fils et quatre filles:
- Sophia Marsham (13 juillet 1807- 4 janvier 1863)
- Charles Marsham (3e comte de Romney) (30 juillet 1808 - 3 septembre 1874)
- Frances Marsham (9 novembre 1809 - 29 décembre 1901), épouse le major général EC Fletcher (décédée en 1877) .
- Mary Marsham (15 avril 1811 - 23 février 1871)
- Charlotte Marsham (30 août 1812 - 18 novembre 1879)

Lady Romney est décédée en septembre 1812, peu de temps après la naissance de son plus jeune enfant.
Le 8 février 1832, Lord Romney épouse en secondes Mary Elizabeth Townshend fille de John Townshend (2e vicomte Sydney) et veuve de George James Cholmondeley. Ils ont un fils:
- Robert Marsham-Townshend (15 novembre 1834 - 11 décembre 1914)

Lord Romney est décédé en mars 1845, à l'âge de 67 ans. Son fils son premier mariage, Charles, lui succède. Lady Romney est décédée en décembre 1847.